# هارولد ديفيس (لاعب كرة قدم أمريكية)
هارولد ديفيس (بالإنجليزية: Harold Davis)‏ هو لاعب كرة قدم أمريكية أمريكي، ولد في 12 مايو 1934، وتوفي في 9 ديسمبر 2007 بسبب سرطان.